# Unidad imaginaria

i en el plano complejo o de Argand. Los números reales se encuentran en el eje horizontal y los números imaginarios en el eje vertical.

La unidad imaginaria ({\displaystyle i}) es una constante que satisface la ecuación cuadrática {\displaystyle x^{2}+1=0}. A pesar de que no hay un número real con esta propiedad, {\displaystyle i} puede ser usado para extender los números reales a lo que son llamados números complejos, utilizando adición y multiplicación. Un ejemplo sencillo del uso de i en un número complejo es {\displaystyle 2+3i}.
Los números imaginarios son un concepto matemático importante pues extienden el sistema de números reales {\displaystyle \mathbb {R} } al sistema de números complejos {\displaystyle \mathbb {C} }, en el que existe al menos una raíz para cada polinomio P(x) que no sea constante (véase clausura algebraica y teorema Fundamental del álgebra). El término "imaginario" es utilizado porque no hay un número real que tenga un cuadrado negativo.
Hay dos raíces cuadradas complejas de −1, concretamente {\displaystyle i} y {\displaystyle -i}, así como hay dos raíces cuadradas complejas de cada número real que no sea cero, el cual tiene una raíz cuadrada doble.
En contextos donde i es ambigua o problemática, a veces es utilizada la j o la letra griega ι. Por ejemplo, en ingeniería eléctrica e ingeniería de sistemas, la unidad imaginaria es normalmente denotada por {\displaystyle j} en vez de {\displaystyle i}, porque {\displaystyle i} es generalmente utilizada para denotar corriente eléctrica.

## Definición
| Las potencias naturales de i son valores cíclicos: |
| -------------------------------------------------- |
| ... (Repite el patrón de área azul)                |
| i−3 = i                                            |
| i−2 = −1                                           |
| i−1 = −i                                           |
| i0 = 1                                             |
| i1 = i                                             |
| i2 = −1                                            |
| i3 = −i                                            |
| i4 = 1                                             |
| i5 = i                                             |
| i6 = −1                                            |
| ... (Repite el patrón del área azul)               |

El número imaginario {\displaystyle i} está definido solo por la propiedad de que su cuadrado es −1: 
{\displaystyle i^{2}=-1}
Con {\displaystyle i} definida de este modo, se deduce directamente del álgebra que {\displaystyle i} y {\displaystyle -i} son ambas raíces cuadradas de −1.
A pesar de que la construcción se llama "imaginaria", y de que el concepto de un número imaginario puede ser intuitivamente más difícil de entender que el de un número real, la construcción es perfectamente válida desde un punto de vista matemático. Las operaciones de números reales pueden ser extendidas a números imaginarios y complejos tratando a {\displaystyle i} como una cantidad desconocida mientras se manipula una expresión, y después utilizando la definición para reemplazar cualquier ocurrencia de {\displaystyle i^{2}} con −1. Potencias más altas de {\displaystyle i} también pueden ser reemplazados con {\displaystyle -1,1,i,-i}:
{\displaystyle i^{3}=i^{2}i=(-1)i=-i}
{\displaystyle i^{4}=i^{3}i=(-i)i=-(i^{2})=-(-1)=1}
O, de manera equivalente:
{\displaystyle {\displaystyle i^{4}=(i^{2})(i^{2})=(-1)(-1)=1}}
{\displaystyle i^{5}=i^{4}i=(1)i=i}
De manera similar, como sucede con cualquier numero real distinto de cero:
{\displaystyle i^{0}=i^{1-1}=i^{1}i^{-1}=i^{1}{\frac {1}{i}}={\frac {i}{i}}=1}
Como número complejo, {\displaystyle i} está representado de forma rectangular como {\displaystyle 0+1i}, donde la componente real vale 0 y la componente imaginaria vale 1. En la forma polar, {\displaystyle i} es representada como 1ei π/2 (o simplemente ei π/2 ), con valor absoluto (o magnitud) 1 y argumento (o ángulo) de π/2. En el plano complejo (también conocido como el plano de Argand, el cual es una interpretación especial del plano cartesiano), {\displaystyle i} es el punto localizado a una unidad del origen a lo largo del eje imaginario (el cual es ortogonal al eje real).

## ivs −i
Siendo un polinomio cuadrático sin raíz múltiple, la ecuación definida {\displaystyle x^{2}=-1} tiene dos soluciones distintas, las cuales son igualmente válidas y las cuales pasan a ser aditivas y multiplicativas inversas la una de la otra. Más precisamente, una vez que una solución {\displaystyle i} de la ecuación ha sido fijada, el valor {\displaystyle -i}, que es distinto de {\displaystyle i}, es también una solución. Dado que la ecuación es la única definición de {\displaystyle i}, parece que la definición es ambigua (más precisamente, no bien definida). Aun así, no se produce ambigüedad siempre que se elija una u otra de las soluciones y sean etiquetadas como "{\displaystyle i}", con la otra entonces siendo etiquetada como {\displaystyle -i}. Esto es porque, a pesar de que {\displaystyle +i} y {\displaystyle -i} no es cuantitativamente equivalente (son negativos el uno del otro), no hay diferencia algebraica entre {\displaystyle i} y {\displaystyle -i}. Ambos números imaginarios tienen la misma oportunidad de ser el número cuyo cuadrado es −1. 
Tanto las soluciones {\displaystyle +i} como {\displaystyle -i} son perfectamente válidas para la comprobación de las propiedades asociadas a los números complejos, esto es, la estructura se sostiene exactamente igual. La distinción entre las dos raíces x de {\displaystyle x^{2}+1=0} con una de ellas etiquetadas con un signo menos es puramente una reliquia de notación; no se puede decir que alguna raíz es más primaria o fundamental que la otra, y tampoco que una de ellas es "positiva" o "negativa".
El asunto puede ser sutil o no. La explicación más precisa es decir que aunque el campo complejo, definido como ℝ[x]/(x2 + 1) (véase número complejo), es único hasta el isomorfismo, no es único hasta un isomorfismo único — Hay exactamente dos automorfismos de campo de ℝ[x]/(x2) los cuales mantienen cada número real fijo: la identidad y el automorfismo que envía x a −x. Véase también Complejo conjugado y grupo de Galois. ℝ[x]/(x2 + 1) 

### Matrices
Un problema similar surge si los números complejos son interpretados como matrices reales de 2×2, porque entonces 
{\displaystyle X={\begin{pmatrix}0&-1\\1&\;\;0\end{pmatrix}}} y {\displaystyle X={\begin{pmatrix}\;\;0&1\\-1&0\end{pmatrix}}} son soluciones de la ecuación matricial {\displaystyle X^{2}=-I=-{\begin{pmatrix}1&0\\0&1\end{pmatrix}}={\begin{pmatrix}-1&\;\;0\\\;\;0&-1\end{pmatrix}}.}

En este caso, la ambigüedad resulta de la elección geométrica de cual "dirección" alrededor del círculo unitario es una rotación "positiva". Una explicación más precisa es decir que el grupo de automorfismo del grupo ortogonal especial SO(2, ℝ) tiene exactamente dos elementos: la identidad y el automorfismo que intercambia rotaciones "CW" (en sentido de las manecillas del reloj) y "CCW" (en sentido contrario a las manecillas del reloj). Véase grupo ortogonal.
Todas estas ambigüedades pueden ser resueltas adoptando una definición más rigurosa de número complejo, y eligiendo explícitamente a la unidad imaginaria como una de las soluciones a la ecuación. Por ejemplo, el par ordenado {\displaystyle (0,1)}, en la construcción habitual de los números complejos con vectores bidimensionales.
Considere la matriz de ecuación {\displaystyle {\begin{pmatrix}z&x\\y&-z\end{pmatrix}}^{2}={\begin{pmatrix}-1&0\\0&-1\end{pmatrix}}}. En este caso, {\displaystyle z^{2}+xy=-1}, entonces el producto entre {\displaystyle xy} es negativo porque {\displaystyle xy=-(1+z^{2})}, de esta manera, el punto {\displaystyle (x,y)} va a estar ubicado en el II o IV cuadrante. Además, {\displaystyle z^{2}=-(1+xy)\geq 0\implies xy\leq -1}, entonces, {\displaystyle (x,y)} está en la zonaa delimitada por la hipérbola {\displaystyle xy=-1}.
Cuándo el conjunto de 2 × 2 M (2, ℝ) matrices reales M (2, ) está utilizado para una fuente, y el número un (1) está identificado con la matriz de identidad, y minus un (−1) con el negativo de la matriz de identidad, entonces hay muchas soluciones a X = −1. De hecho, hay muchas soluciones a x2 = +1 y x 2 = 0 también. Cualquiera tales #x pueden ser tomados como vector de base, junto con 1, para formar un planar subálgebra.

## Uso apropiado
La unidad imaginaria es a veces escrita √−1 en  contextos matemáticos avanzados (así como en textos populares menos avanzados). Sin embargo, se debe tener mucho cuidado al manipular fórmulas que involucran radicales.  La notación de signo radical se reserva para la función de raíz cuadrada principal, que solo se define para x real ≥ 0 , o para la rama principal de la función de raíz cuadrada compleja. Intentar aplicar las reglas de cálculo de la función de raíz cuadrada principal (real) para manipular la rama principal de la función de raíz cuadrada compleja puede producir resultados falsos:
{\displaystyle -1=i\cdot i={\sqrt {-1}}\cdot {\sqrt {-1}}={\sqrt {(-1)\cdot (-1)}}={\sqrt {1}}=1}    (incorrecta).
Igualmente:
{\displaystyle {\frac {1}{i}}={\frac {\sqrt {1}}{\sqrt {-1}}}={\sqrt {\frac {1}{-1}}}={\sqrt {\frac {-1}{1}}}={\sqrt {-1}}=i}    (incorrecta).
Son las reglas de cálculo:
{\displaystyle {\sqrt {a}}\cdot {\sqrt {b}}={\sqrt {a\cdot b}}}
y
{\displaystyle {\frac {\sqrt {a}}{\sqrt {b}}}={\sqrt {\frac {a}{b}}}}
solo son válidos para valores reales no negativos de a y b .

## Propiedades

### Raíces cuadradas

Las dos raíces cuadradas de i en el plano complejo

Las tres raíces de cubo de i en el plano complejo

i tiene dos raíces cuadradas, como todos los números complejos (excepto el cero, que tiene raíz doble).Estas dos raíces se pueden expresar como los números complejos
{\displaystyle (x^{2}+iy)^{2}=i}
donde x y y son parámetros reales o equivalentes determinados
{\displaystyle x^{2}+2xyi-y^{2}=i}
Como los términos reales e imaginarios van separados, se reagrupan a:
{\displaystyle x^{2}+2xyi-y^{2}=0+i}
y por coeficientes imaginarios, al separar el coeficiente real e imaginario, tenemos un sistema de dos ecuaciones:
{\displaystyle x^{2}-y^{2}=0}
{\displaystyle 2xy=1}.
Substituyendo y = 1/2x en la primera ecuación, tenemos
{\displaystyle x^{2}=(1/4)*x^{2}}
{\displaystyle 4x^{4}=1}
Cómo x es un número real, es una ecuación con dos soluciones reales x: x = 1/√2 y x = −1/√2. Substituyendo ambos resultados en la ecuación, tenemos 2xy = 1, después, obtenemos y. Por lo que las raíces cuadradas de i son los números complejos de 1/√2 + i/√2 and −1/√2 − i/√2.
(University of Toronto Mathematics Network: What is the square root of i? URL retrieved March 26, 2007.)</ref>
{\displaystyle \pm \left({\frac {\sqrt {2}}{2}}+{\frac {\sqrt {2}}{2}}i\right)=\pm {\frac {\sqrt {2}}{2}}(1+i).}

Al elevar al cuadrado ambas expresiones se obtiene:
{\displaystyle {\begin{aligned}\left(\pm {\frac {\sqrt {2}}{2}}(1+i)\right)^{2}\ &=\left(\pm {\frac {\sqrt {2}}{2}}\right)^{2}(1+i)^{2}\ \\&={\frac {1}{2}}(1+2i+i^{2})\\&={\frac {1}{2}}(1+2i-1)\ \\&=i.\ \\\end{aligned}}}
Utilizando la señal radical para la raíz cuadrada principal da:
{\displaystyle {\sqrt {i}}={\frac {\sqrt {2}}{2}}(1+i).}

### Raíces cúbicas
Las tres raíces cúbicas de i son:
{\displaystyle -i,}
{\displaystyle {\frac {\sqrt {3}}{2}}+{\frac {i}{2}},}
{\displaystyle -{\frac {\sqrt {3}}{2}}+{\frac {i}{2}}.}
Al igual que todas las raíces de 1 , todas las raíces de i son los vértices de polígonos regulares inscritos dentro del círculo unitario en el plano complejo.

### Multiplicación y división
Multiplicando un número complejo por i da:
Dividiendo por i es equivalente a multiplicar por el recíproco de i:
Utilizando esta identidad para generalizar la división por i a todos los números complejos da:
(Esto es equivalente a un 90° en el sentido de las agujas del reloj rotación de un vector sobre el origen en el plano complejo.)

### Potencias
Las potencias de i se repiten en un ciclo expresable con el siguiente patrón, donde n es cualquier número entero:
Esto lleva a la conclusión de que
Dónde mod representa el operación módulo. Equivalentemente:

#### ielevado a lai
Haciendo uso de la fórmula de Euler, dónde ii es
{\displaystyle i^{i}=\left(e^{i(\pi /2+2k\pi )}\right)^{i}=e^{i^{2}(\pi /2+2k\pi )}=e^{-(\pi /2+2k\pi )}}
donde k ∈ ℤ

### Factorial
El factorial de la unidad imaginaria i suele darse en términos de la función gamma evaluada en 1 + i :
{\displaystyle i!=\Gamma (1+i)\approx 0.4980-0.1549i~.}
También,
{\displaystyle |i!|={\sqrt {{\frac {\pi }{\,\sinh \pi \,}}\,}}}

### Otras operaciones
Muchas operaciones matemáticas que pueden ser llevado a cabo con los números reales también pueden ser llevados a cabo con i, como exponenciación, raíces, logaritmos, y funciones trigonométricas. Todas las funciones siguientes son complejas funciones multivaluadas, y debe establecerse claramente qué rama de la superficie de Riemann se define la función en la práctica. A continuación se enumeran los resultados de la rama elegida con mayor frecuencia.
Un número elevado a la potencia n i es:
La raíz enésima de un número es
Como con cualquier logaritmo complejo , la base logarítmica i no está definida de manera única.
El coseno de i es un número real:
Y el seno de i es puramente imaginario:

## Notaciones alternativas
- En ingeniería eléctrica y campos relacionados, la unidad imaginaria es normalmente denotada por j para evitar confusión con la corriente eléctrica en función del tiempo, tradicionalmente denotado por i(t) o solamente i.[4] El lenguaje de programación de Python también utiliza j para marcar la parte imaginaria de un número complejo. MATLAB Asocia ambos i y j con la unidad imaginaria, a pesar de que 1i o 1j es preferible, por velocidad y mayor solidez.[5]
  - Algunos textos usan la letra griega iota ( ι ) para la unidad imaginaria, para evitar confusiones, especialmente con índices y subíndices.
  - Cada uno de i , j y k es una unidad imaginaria en los cuaterniones . En bivectores y bicuaterniones se utiliza una unidad imaginaria adicional h .

## Lectura más lejana
- An Imaginary Tale: The Story of √−1. Chichester: Princeton University Press. 1998. ISBN 0-691-02795-1.